# Історія Теребовлі

## Археологічні знахідки на території Теребовлі
Восени 2010 року в місті було знайдено житло часів трипільської культури. Всього було знайдено споруду, яка складалася з двох частин: 8-подібної напівземлянки і наземного житла площею 60 м². Археологи вважають, що перша була призначена для утримання худоби, а інша для проживання людей. Також знайдено спеціальні ями для зберігання житла та багато кераміки.
У 2011 році під час археологічних розкопок було встановлено, що місто на кілька століть старше ніж перша літописна згадка. На Замковій горі було знайдено добре збережене житло слов'ян початку X століття.

## Походження назви
За версією більшості вчених, назва міста походить від староукраїнського дієслова «теребити», перші поселенці «витеребили», викорчували ліс і розселилися. Це або видозмінене значення слова залишилося і в різних слов'янських мовах: українське «теребити» — «чистити»; болгарське «церебіць» — корчувати, очищати; польське trzebić — «корчувати» та ін. Також є інші населені пункти зі схожою назвою. Наприклад, у Білорусі: села Теребейно, Теребель, Теребень, Тереблічі, Теребовл.
Уперше слово «теребити» згадується в Іпатіївському літописі під 1014 роком, де розповідається про підготовку князя Володимира проти свого сина Ярослава, який відмовився сплачувати данину. Володимир наказав «теребити» (розчищати) шлях та споруджувати мости. Під 1277 в цьому ж літописі оповідається про заснування іншого міста, для чого було наказано «теребити» («розчищати») місце над берегом річки.
Також є інші версії. Наприклад, на думку професора Я. Рудницького, назву слід виводити від імені Теребослав, а за твердженням філолога М. Худаша — від імені Теребовіт, що побутувало в давньоруські часи. Проте немає джерельних підтверджень існування таких князів. Також є легенда про те, що нібито на горі Покрівка колись стояло три хрести. Під ними були могили теребовлянського князя і його двох синів, котрі загинули під час навали монголів. Ці три хрести означали «три болі», а від цього вже пішла назва «Теребовля». Проте навала монголів була на 144 роки пізніше від першої згадки про місто.

## Руський період
Перша згадка в «Повісті минулих літ» під 1097 роком, де розповідається про Любецький з'їзд князів і історію осліплення теребовлянського князя Василька Ростиславича. Метою з'їзду князів Русі у м. Любеч було домовитися про припинення міжусобиць і об'єднатися для боротьби проти половців, які плюндрували руські землі. Учасниками Любецького з'їзду були великий князь київський Святополк II, переяславський князь Володимир Мономах, смоленський князь Давид Святославич, чернігівський князь Олег I Святославич, володимиро-волинський князь Давид Ігоревич, теребовлянський князь Василько Ростиславич. Після Любецького з'їзду Давид Волинський оговорив теребовлянського князя Василька перед Святополком II. Василька було підступно запрошено до Святополка, начебто в гості, а насправді для розправи. У покоях Давида Волинського вівчар Берендій осліпив Василька.
Археологічні дослідження вказують на давніше походження поселення. За часів князя Василька Ростиславича місто розташовувалося під Замковою горою. Від 1199 р. Теребовля належала до Галицько-Волинської держави, стала волосним центром. 1206–1210 рр. в Теребовлі княжив Ізяслав Володимирович, який зумів звільнити місто від угорців і приборкати опір бояр.
У XII ст. Теребовля була значним політичним та культурним осередком. Коли Теребовлянським князем став Володимирко Володаревич, він об'єднав Перемишлянське, Звенигородське, Галицьке і Теребовлянське князівства і зробив столицею Галич. Після смерті у 1205 р. видатного князя Романа Мстиславовича розпалася Галицько-Волинська держава, й Теребовлянське князівство знов відокремилося.
1219–1227 рр. — княжіння Мстислава II Удатного, 1238–1264 — Данила I Галицького.
1241 р. Теребовлю спустошили війська хана Батия, зруйнували замок.
1264–1289 Теребовля — княжа столиця Мстислава Даниловича.

## Польський період

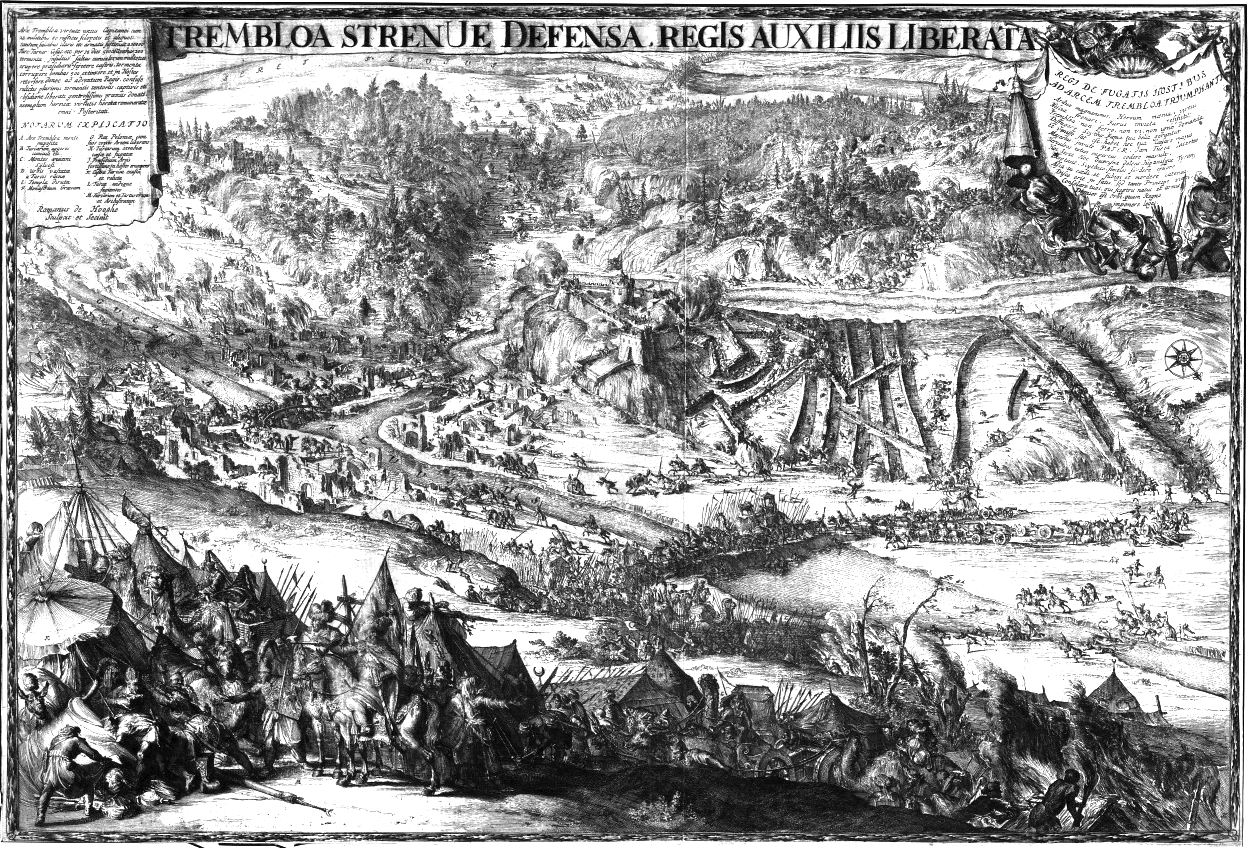
Битва під Теребовлею

1340 — Казимир III захопив місто та замок; за час свого правління перебудував і відновив замок на горі. Теребовля була тоді містом на кордоні між Червоною Руссю та Поділлям, що належало татарам.
1350 — м. Теребовля під владою угорського короля Людовика I Великого.
1349—1772 із перервами Теребовля — під владою Польщі.
1387 король Яґайло надав маґдебурзьке право.
1390 королева Ядвіґа поставила поляків керівниками в замку та місті
1413 Пйотр та Єнджей — сини Каспера — записали фундуш для домініканського монастиря
1415 король Яґайло дозволив теребовлянському шляхтичу Бартошеві Головацькому за військові заслуги у Грюнвальдській битві заснувати на лівому березі річки Гнізни нове місто.
1434 Теребовля — центр староства Галицької землі, яка належала до Руського воєводства; тут засідали земський суд та сеймики.
1448 у четвер перед днем святого Варфоломія прибув з Кам'янця король Казимир IV Яґеллончик, відбув до Литви в п'ятницю
1469 табір короля Казимира IV Яґеллончика стояв неподалік міста, що врятувало від чергового татарського набігу
1498 Теребовля і замок майже повністю знищили ватаги молдавського господаря Стефана III Великого, тому польський король Ян Ольбрахт звільнив місто на 8 років від податків.
1503 татарський набіг, загинув домініканець о. Ян.
1508 — татари спустошили замок, зруйнували місто, замордували о. Мацея Рушла, зруйнували домініканський кляштор (не підлягав відбудові). гродський (міський) суд перенесли тимчасово до Бучача.
1516 — подільський воєвода М.Каменецький розбив під Теребовлею 800 татар.
1518 — Сигізмунд I Старий звільнив мешканців міста від податків на 12 років для того, щоб місто могло відбудуватися після численних руйнацій.
1530 — Сигізмунд I Старий звільнив мешканців міста від податків на 20 років.
1550 король Сиґізмунд II надав Теребовлі привілей відбувати щосуботи ярмарки, 1555 — право брати мита з мостів і доріг.
1552 — 1561 — староста м. Теребовлі — славний лицар тих часів Бернгард Претвич. Був похований в Теребовлі.
1576 — місто під владою Стефана Баторія. Заборонив жидам тримати корчми і мати будинки на території ринку.
1594 укріплене місто і замок здобув Северин Наливайко, захопив великі запаси зброї, пороху, продовольства, одягу і 150 коней. 
Мешканців міста обкладали непосильними податками і численними повинностями, що викликало опір і повстання. 1616 королівські загони придушили бунтівників. Керівників — Каліша Шуцького і Данила Малиша — стратили.
1619 сутичка між мешканцями та ротою жовнірів-грабіжників Героніма Стадницького (пол. Hieronim Stadnicki)
Місто не раз зазнавало епідемій чуми: 1652, 1721, 1770.
1623 оборона міста військом Речі Посполитої від нападу татар.
1629 староста Балабан відновив замок.
1648 замок без бою захопили міщани і козаки Максима Кривоноса. Влітку 1655 об'єднані козацько-московські війська на чолі з Богданом Хмельницьким і В. Бутурліним на шляху до міста Львів вступали у Теребовлю.
1664 місто знищене козацькими війнами, за переписом 1664 :на новому місці з 124 осель є 17,на старому місці з 107 і на валі з 161 залишилось тільки 7 осель. З 24 пекарів не залишилось жодного.
У середині 17 століття Теребовлю обнесли валом і частоколом із брамами: Кам'янецька, Галицька та Львівська.
1664 — замок мав муровані будинки всередині і також дерев'яний, муровану криницю. Замок мав три вежі: шляхецьку, наріжну і брамну (біля брами). Замок був обнесений муром. При замку було 20 гайдуків і пушкар німець. На підзамчу 12 мешканців, які не платять податків і завжди готові до послуг замкові.
1672 р. фортеця без бою здалася туркам.

1674 р. в околиці міста прибув новообраний король Ян III Собеський з військом, турки і татари втекли.
11 червня 1675 р. Битва під Теребовлею — місто було кілька днів в облозі 10-тисячної армії зятя Мехмеда IV Ібраґіма Паші. Місто мужньо захищалося тільки з 80 жовнірами, невеликою кількістю шляхти і 200 мешканцями. Комендантом замку був Ян Самуель Хшановський, мужністю відзначилася його дружина Анна Дорота (Зофія), якій за це мешканці міста неподалік замку встановили пам'ятник. За цей подвиг мешканців було на 10 років звільнено від податків.
Напади татар 1687 р. зруйнували замок, який більше не відновлювали.
1688 р. місто спалене татарами і турками, значна кількість населення забрана в полон.
За переписом 1694 у Теребовлі — 24 житлових будинків, а 1765 — 246 господарств християн і 89 господарств жидів, є костел, монастир кармелітів, 2 церкви, за містом на горі — монастир базилянів(василіан).

## Австрійський період

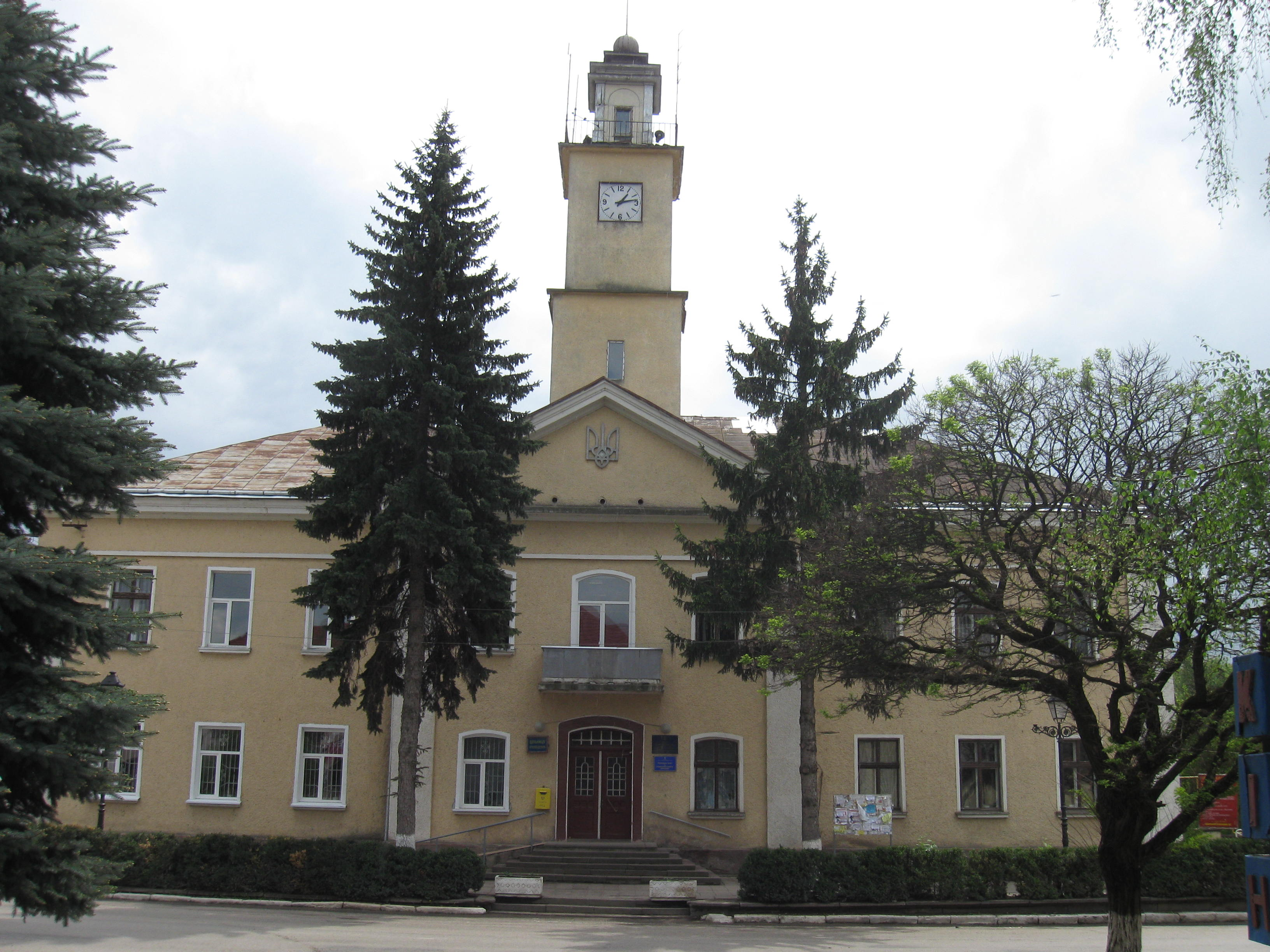
Теребовлянська ратуша.

Від 1772 Теребовля належала до Австрійської імперії з перервою 1810–1815, коли відійшла до Росії.
З 1867 року Теребовля стала повітовим містом. Місто мало свою символіку — герб із зображенням трьох шестикутних золотих зірок і золотого півмісяця, оберненого рогами догори, на блакитному тлі.
Наприкінці 19 століття почався 1-й етап трудової еміграції з Галичини в Аргентину, Канаду, США, Францію, з Теребовлі 1895–1898 виїхала 41 родина.
1907 в місті відкрито державну гімназію з польською мовою навчання (див. Теребовлянська гімназія). Діяли «Просвіта», «Рідна школа», «Українська бурса», «Сокіл», «Січ», «Луг», «Пласт», «Союз українок», «Захоронка», товариства допомоги українським інвалідам, охорони військових могил та ін.
25 листопада 1896 року завершилося будівництво ділянки залізничної колії Тернопіль — Копичинці, що була частиною Галицької залізниці Львів—Чернівці. Було збудовано залізничний вокзал, будівля виконує свої функції сьогодні.
З 1898 року в Теребовлі розміщувався 2-й полк драгунів австро-угорської армії. 1914 року в Теребовлі базувався вже лише II-й дивізіон цього полку.

## Перша світова війна і Українська революція
Під час 1-ї світової війни Теребовля — в зоні російської окупації.
Восени 1918 теребовлянці активно підтримали Листопадовий зрив: усі установи міста були в руках ЗУНР. Від грудня 1918 в Теребовлі проходило вишкіл українське військо.
У червні 1919 місто захопили підрозділи польської Армії Ґаллера, 12 червня у результаті Чортківської офензиви УГА Теребовлю звільнили від поляків.
Унаслідок радянсько-польської війни польські війська увійшли до Теребовлі.
16 липня 1920 їх витіснили червоні козаки В. Примакова.
17 вересня 1920 дивізія УНР під командуванням Михайла Омеляновича-Павленка разом із польською армією вступила до міста.

## Міжвоєнний період
В роки окупації краю Польщею Теребовля — повітове місто.
В економічному та культурному плані це було дуже відстале місто. Тут діяли дрібні кустарні майстерні, каменярня, цегельний завод, де разом працювало 354 робітники; швидко розвивалися кооперативний рух, торгівля.
Збудовано 3-поверхові будинки, де розмістилися близько 10 крамниць, зокрема чеської фірми взуття «Батя».
1933 відкрито музей, згодом — басейн відкритого типу.
До вересня 1939 року в Теребовлі дислокувався 9-й полк Малопольських уланів, який був розбитий після нападу Третього рейху на Другу Річ Посполиту у вересні 1939 року.

## Друга світова війна
Під час 2-ї світової війни місто зазнало бомбових ударів німецької авіації, зокрема 7 вересня 1939 — по залізничному вокзалу й мосту біля села Плебанівка.
17 вересня 1939 в Теребовлю вступили радянські війська; місто стало центром Теребовлянського району Тернопільської області УРСР.
Закрито українську гімназію, українські політичні й культурно-освітні організації та установи Теребовлі; репресовано діячів українського національно-визвольного руху, гімназистів.
22 червня 1941 почалася німецько-радянська війна, тоді ж німецька авіація знову бомбила аеродром неподалік Теребовлі, де базувався 86-й бомбардувальний авіаполк; льотчик Т. Малієнко здійснив один із перших повітряних таранів.
6 липня 1941 німецькі війська вступили у Теребовлю. 3а час окупації понад 1000 жителів міста вивезено на примусові роботи до Німеччини. Окупаційна влада не дозволила відкрити в місті гімназію, в її приміщенні функціонувала торговельна школа, діяли дві семирічні школи для хлопців і дівчат, школа в Садах. Відновився Теребовлянський мішаний хор, який брав участь у конкурсі українських хорів Галичини у Львові 1942, відзначався серед найкращих.

На початку червня 1943 на околиці Теребовлі нацисти розстріляли 3 тис. євреїв. 
23 березня 1944 частини 60-ї армії під командування І. Черняховського звільнили Теребовлю від гітлерівців.

## Радянський період
Від 1944 відновлювалося господарство міста: цегельня, маслозавод, дві промислові артілі, МТС, згодом — промкомбінат, електростанція, взуттєва фабрика, заклади охорони здоров'я, кінотеатр, технікум політосвіти (див. Теребовлянське вище училище культури).
Радянська влада здійснювала репресії проти діячів національного підпілля, зокрема в жовтні 1947 — масові вивезення до Сибіру теребовлянців, запідозрених у зв'язках із ОУН і УПА.
У післявоєнні роки побудований завод сухого знежиреного молока, нові корпуси взуттєвої і фабрики ялинкових прикрас, універмаг, гастроном, критий плавальний басейн, приміщення райсанепідемстанції і побуткомбінату, 2 ЗОШ, школу-інтернат (нині гімназія-інтернат), новий навчальний корпус школи для глухонімих дітей, 3 дитсадки, понад 20 багатоквартирних житлових будинків, завершена газифікацію міста.
1961 року Теребовлянській міській раді підпорядковано село Боричівка.

## Період незалежної України
Від 1990 діють «Просвіта», «Союз українок», Спілка краєзнавців, виникли Спілка політв'язнів і репресованих, Братство ОУН-УПА, Всеукраїнське об'єднання ветеранів.